# Storhertig

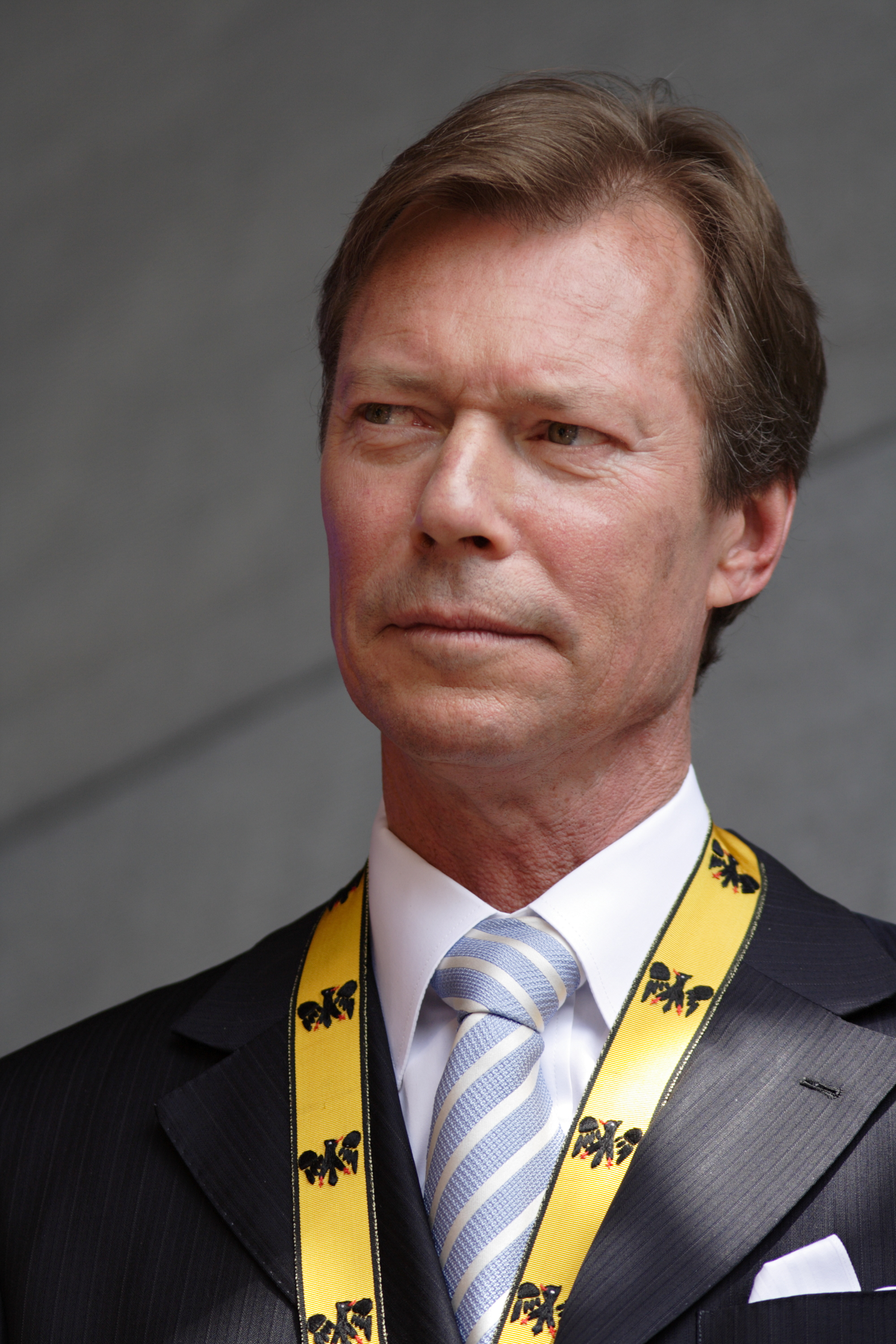
Henri av Luxemburg, världens siste suveräne storhertig.

Storhertig (it. granduca, ty. Grossherzog, fr. grand-duc), titel för furstar, som intar rangen mellan kungar och hertigar. En kvinna som innehar titeln kallas storhertiginna, och det är också titeln på en storhertigs hustru.
Cosimo den store, hertig av Florens, var den förste regent, som antog titeln storhertig, vilken tilldelades honom 1569 av påven Pius V. Den ende regerande storhertigen i våra dagar är storhertigen av Luxemburg.
Före första världskrigets slut innehades denna värdighet av regenten i Luxemburg (sedan 1815) samt av sex tyska furstar, nämligen regenterna i Hessen-Darmstadt och Baden (sedan 1806), Sachsen-Weimar-Eisenach, Mecklenburg-Schwerin och Storhertigdömet Mecklenburg-Strelitz (sedan 1815) samt Oldenburg (sedan 1829). Kungen av Preussen bar titlarna storhertig av Nedre Rhen och storhertig av Posen, kejsaren av Österrike titlarna storhertig av Toscana och storhertig av Krakau (Krakow).
Titeln storhertig används på svenska också om de historiska överherrarna inom det medeltida polska senioratssystemet.